# Marathon van Amsterdam 1991
De marathon van Amsterdam 1991 werd gelopen op zondag 15 september 1991. Het was de zestiende editie van deze marathon.
De Ethiopiër Tesfaye Tafa finishte bij de mannen als eerste in 2:13.16. De Nederlandse Mieke Hombergen won bij de vrouwen in 2:41.14.

## Uitslagen

### Mannen
| rang   | naam               | land | tijd    |
| ------ | ------------------ | ---- | ------- |
| Goud   | Tesfaye Tafa       | ETH  | 2:13.26 |
| Zilver | Tadao Uchikoshi    | JPN  | 2:13.52 |
| Brons  | Nicolai Tabak      | URS  | 2:14.25 |
| 4      | Andrzej Witczak    | POL  | 2:15.49 |
| 5      | Vlastimil Bukovyan | URS  | 2:16.02 |
| 6      | Miroslaw Dzienisik | POL  | 2:16.35 |
| 7      | Leonid Nasedkin    | URS  | 2:17.05 |
| 8      | Adri Hartveld      | NED  | 2:17.17 |
| 9      | Petr Pipa          | POL  | 2:17.25 |
| 10     | Tadeusz Lawicki    | POL  | 2:17.35 |
| 11     | Gerard Kappert     | NED  | 2:17.54 |
| 12     | Gemchue Kebede     | ETH  | 2:18.52 |
| 13     | Tadesse Yadete     | ETH  | 2:19.30 |
| 14     | Doug Kurtis        | USA  | 2:21.10 |
| 15     | Mitsunori Daigo    | JPN  | 2:23.52 |
| 16     | Ian Bloomfield     | ENG  | 2:24.44 |
| 17     | Brad Hawthorne     | USA  | 2:26.38 |
| 18     | Petre Bukovjan     | CZE  | 2:29.36 |
| 19     | W. van Heeswijk    | NED  | 2:32.38 |
| 20     | Kuta Kazimierrz    | ?    | 2:42.48 |
| ?      | Joop Keizer        | NED  | 2:51.03 |

### Vrouwen
| rang   | naam            | land | tijd    |
| ------ | --------------- | ---- | ------- |
| Goud   | Mieke Hombergen | NED  | 2:41.14 |
| Zilver | Krista Kuta     | POL  | 2:41.15 |
| Brons  | Helena Murgoci  | HON  | 2:42.49 |
| 4      | Abramsen        | NED  | 2:45.00 |
| 5      | Liene Malsch    | NED  | 2:53.30 |

1975 ·
1976 ·
1977 ·
1978 ·
1979 ·
1980 ·
1981 ·
1982 ·
1983 ·
1984 ·
1985 ·
1986 ·
1987 ·
1988 ·
1989 ·
1990 ·
1991 ·
1992 ·
1993 ·
1994 ·
1995 ·
1996 ·
1997 ·
1998 ·
1999 ·
2000 ·
2001 ·
2002 ·
2003 ·
2004 ·
2005 ·
2006 ·
2007 ·
2008 ·
2009 ·
2010 ·
2011 ·
2012 ·
2013 ·
2014 ·
2015 ·
2016 ·
2017 ·
2018 ·
2019 ·
2020 ·
2021 ·
2022 ·
2023 ·
2024 ·
2025